# Jan Blahoslav
Jan Blahoslav (20. února 1523 Přerov – 24. listopadu 1571 Moravský Krumlov) byl moravský kněz a biskup Jednoty bratrské, literát, vzdělanec, pedagog a představitel domácího reformačně orientovaného humanismu. V písemném styku užíval příležitostně také řecké nebo polatinštěné formy svého jména: Apteryx (podle jména své matky, Kateřiny Bezperové), nebo Makarius, či Blasius (podle jména otce). Byl bratrem Martina Abdona.

## Život

### Vzdělání
Pocházel ze zámožné bratrské měšťanské rodiny z Přerova. První vzdělání získal na bratrských školách, nejprve se učil 7 let ve svém rodišti u kněze Jana Wolfa, od roku 1540 pobýval v Prostějově u kněze Martina Michalce. Odtud byl roce 1543 vyslán na humanistické gymnázium Valentina Friedlanda-Trozendorfa do slezského Goldbergu. Po ročním studiu se odebral zpět na Moravu, ale vzápětí pokračoval od roku 1544 na univerzitě ve Vitemberku. Zde jej nejvíce ovlivnil Philipp Melanchthon a jeho reformačně-humanistický vzdělávací koncept, kterému zůstal věrný po celý život. V pozdějších letech Blahoslav vzpomínal i na návštěvy bohoslužeb s kázáním Martina Luthera.
Po ročním pobytu ve Vitemberku se Blahoslav navrátil do Prostějova, kde pomáhal s výukou na bratrské škole, jak odpovídalo kariéře budoucího duchovního. V červenci 1548 byl vyslán jako pomocník biskupa Jana Černého do Mladé Boleslavi. Odtud se před Velikonocemi 1549 odebral na další studia do východopruského Královce, avšak velmi brzo musel město kvůli morové epidemii opustit a krátký čas pobýval v Gilgenburgu u biskupa bratrských exulantských sborů Macha Sionského. Ještě v říjnu 1549 byl odtud vyslán na svá poslední studia do Basileje, významného centra dobové vzdělanosti. Dostalo se mu zde péče v domě humanistického vzdělance Zikmunda Hrubého z Jelení. Po několika měsících však vážně onemocněl a na sklonku jara 1551 se navrátil zpět do Prostějova, kde nastoupil na místo správce bratrské školy. V roce 1552 však opět odešel do Mladé Boleslavi, kde působil dalších pět let.

### Mladoboleslavské období
Léta strávená v Mladé Boleslavi naplnil Blahoslav intenzivní literární prací a zároveň pokročil v přípravě na dráhu duchovního. Na Hromnice roku 1553 zde byl ordinován na jáhna a ještě v létě téhož roku v Přerově na kněze. Jeho činnost ztěžovala nejistá politická situace, neboť Jednota byla po potlačení stavovského odboje v roce 1547 v Čechách pronásledována a Blahoslav s biskupem Černým se byli nuceni po určitý čas ukrývat. V tomto období vykonal Blahoslav mezi lety 1555–1557 čtyři cesty do Vídně, kde se jednáním s Janem Sebastianem Pfauserem, dvorním kazatelem arciknížete Maxmiliána, snažil pohnout krále Ferdinanda k propuštění Jana Augusty z křivoklátského vězení.
V Mladé Boleslavi Blahoslav vytvořil některé zásadní spisy. Především se zde podílel na redigování sbírky pramenů k dějinám Jednoty, ale zřejmě již zde začaly jeho práce na překladu Nového zákona. V květnu 1557 byl na synodu ve Slížanech povolán do úzké rady a jen s odstupem několika dní zvolen biskupem. V červnu 1558 natrvalo přesídlil do Ivančic, které se staly jeho posledním působištěm.

### Ivančickým biskupem
Poslední období Blahoslavova života bylo naplněno zejména správou církve. Jako biskup byl odpovědný za kněžstvo své diecéze, konal vizitační cesty, ale zároveň byl správcem ivančického sboru. Jeho rozvoji věnoval velkou pozornost a Ivančice se především Blahoslavovou zásluhou změnily ve významné centrum Jednoty bratrské na Moravě. V roce 1562 zde založil tiskárnu a dohlížel na její provoz, vedl bratrskou školu, která se jeho přičiněním stala uznávanou vzdělávací institucí i za hranicemi Jednoty. Protože byl zároveň biskupem-sudím, odpovědným za veškerou literární produkci svého společenství, věnoval mimořádné úsilí vydávání bratrských děl. Jménem Jednoty korespondoval s jejími domácími i zahraničními příznivci (dochovaly se více než dvě desítky jeho dopisů), ale v případě potřeby ji, především spisy, bránil před útoky protivníků. Zemřel v Moravském Krumlově během vizitační cesty.

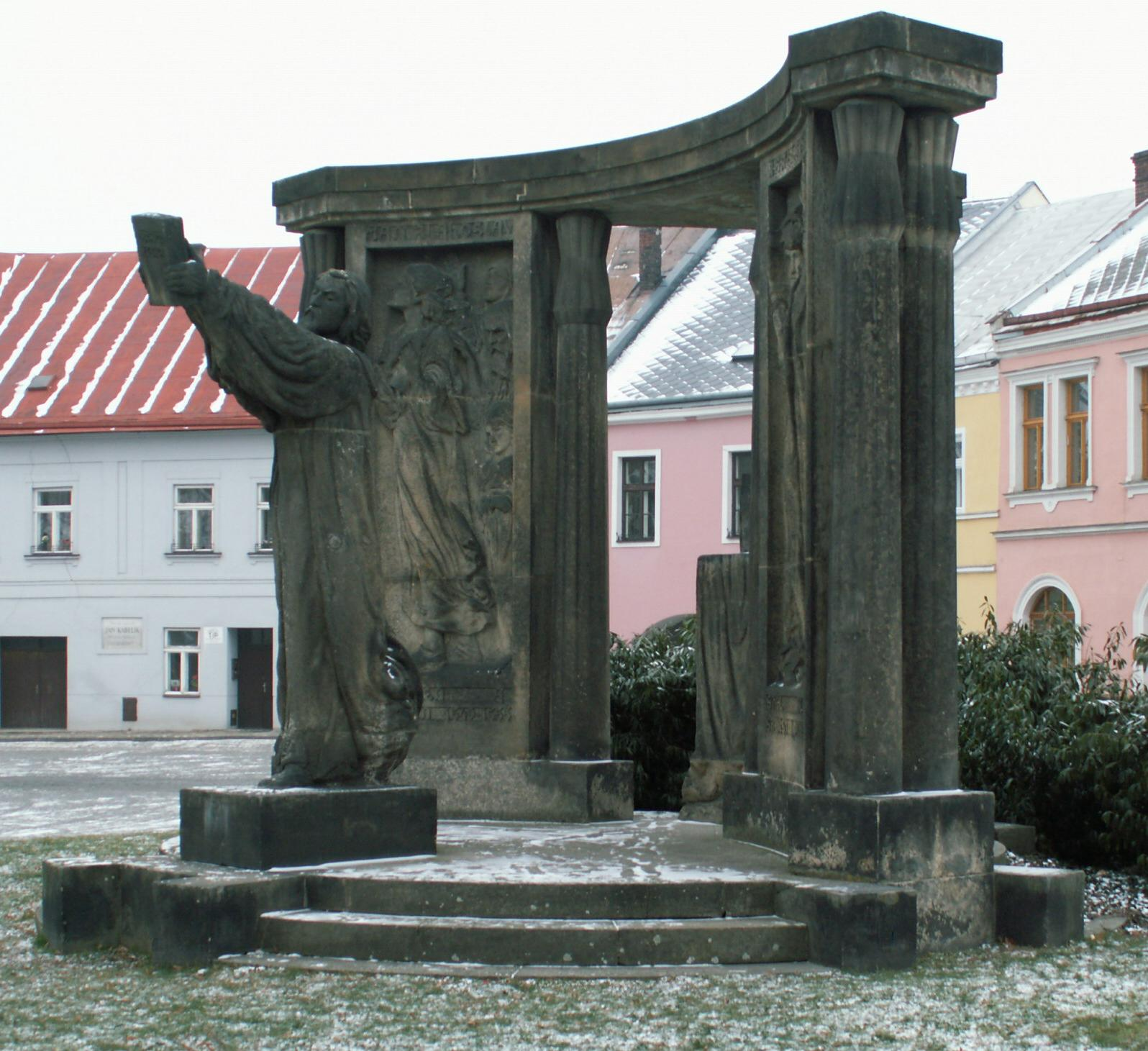
Socha Jana Blahoslava v Přerově. Dílo Františka Bílka k 400. výročí Blahoslavova narození

Význam osobnosti Jana Blahoslava lze sledovat na několika rovinách a v mnohém jej lze považovat za předchůdce Jana Amose Komenského. Kromě velkoryse pojaté duchovní správy své církve se uplatnil především jako pedagog. Orientace na reformační humanismus Filipa Melanchthona jej utvrdila v přesvědčení, že odpovídající vzdělání kazatelů je nutným předpokladem dalšího rozvoje Jednoty. Velkou pozornost proto věnoval bratrským školám a vysíláním mládenců na zahraniční univerzity vychoval celou následující generaci překladatelů Bible kralické. Překladem Nového zákona, při němž záměrně aplikoval vysoký literární styl, určil její jazykovou podobu. Blahoslavovy práce z oblasti hymnologie, především obě redakce kancionálů, pozvedly hudební úroveň Jednoty.
Blahoslav byl v některých oblastech průkopníkem, ačkoliv ne vždy se jeho aktivity setkaly s přijetím. Na rozdíl od svých předchůdců vystoupil z anonymity, když se sám přiznal k autorství některých tištěných děl. Podepsal např. obě vydání Nového zákona. V Jednotě byl takový postup (i později) neobvyklý, neboť naprostá většina bratrských tisků byla vydávána pouze s odkazem na starší (tj. biskupy) a kněze Jednoty. Některé jeho aktivity vyvolávaly kontroverze i v samotném bratrském společenství. Blahoslav vytrvale prosazoval samostatnost Jednoty a její odklon od užší spolupráce s ostatními nekatolickými českými a moravskými církvemi, zejména s luterány. Postavil se proti aktivitám Jana Augusty, který usiloval o sblížení s utrakvisty. To byla také jedna z příčin konfliktu, který mezi oběma muži vyvrcholil na konci jejich života.
Blahoslav je jedinou postavou staré Jednoty, u níž jsme si jisti vnější podobou. V obou vydáních bratrských kancionálů z roku 1561 a 1564 je na titulní straně zobrazen s brýlemi, které v 16. století zdaleka nebyly běžnou pomůckou.

## Dílo
Dílo Jana Blahoslava odráží šíři jeho humanistického vzdělání a zároveň příliš nevybočuje z kontextu konfesního prostředí, ve kterém vzniklo. Blahoslav na rozdíl od J. A. Komenského nepodléhal vytváření nových myšlenkových konceptů, ale podřídil většinu svých spisů praktickým účelům a potřebám církve. Následující díla jsou řazena chronologicky, jejich názvy jsou z praktických důvodů zkráceny. V závorce je uveden rok vzniku, rkp. označuje spisy dochované pouze rukopisně, tisk označuje díla, která byla v průběhu 16. a 17. století vytištěna. Nejvýznamnější spisy jsou zvýrazněny.
- O původu Jednoty bratrské a řádu v ní (1547, rkp.). Historicko-apologetické dílo pojednává vznik Jednoty bratrské za účelem obhajoby její existence. Autorovým záměrem je podat důkaz, že Jednota „z Boha jest“. Dílo je kompilací starších písemných pramenů i ústních svědectví pamětníků, s nimiž se Blahoslav setkal.
- Spis o zraku, jak člověk zrakem, to jest viděním a hleděním, sobě nebo jiným, škoditi může (1550, tisk ca 1610). Sepsán v Přerově po návratu ze studií v Basileji. Krátké pojednání morálně-etického charakteru.
- redakce sbírky Acta Unitatis Fratrum (od 1552, rkp.). Blahoslav byl mladoboleslavským biskupem Janem Černým přizván k pořádání rozsáhlého souboru písemností, které měly být zachovány pro paměť budoucím generacím bratrských duchovních, zejména biskupů. Blahoslav je autorem velkého množství obsahově cenných komentářů k textům pojatým do této sbírky, která dnes tvoří 14 svazků (ne všechny však vznikly redakcí Jana Blahoslava) a je jedinečným souborem pramenů pro studium dějin Jednoty bratrské.
- Historia hrozného zahřmění Božího, anobrž hromobití strašlivého, vykonaného skrze Antikrista (1555, rkp.). Vylíčení těžkostí, které dolehly na Jednotu bratrskou v Mladé Boleslavi po smrti pana Arnošta Krajíře z Krajku.
- Summa quaedam brevissima collecta ex variis scriptis Fratrum (1556, rkp.). Nástin dějin Jednoty od jejích počátků do poloviny 16. století, sepsaný jako odpověď luterskému teologovi M. Flaciovi Illyricovi proti jeho mylnému mínění, že Jednota pochází z valdenských.
- Sepsání o rozdíle Jednoty bratrské od luteriánské (1558, rkp.). Polemický spis, namířený proti (zejména moravským) luteránům, který je svědectvím o vymezování se bratrského společenství proti tomuto věroučnému proudu.
- Musica, to jest Knížka zpěvákům náležité zprávy v sobě zavírající [tj. obsahující] (1558, tisk 1558 a 1569). Hudebně teoretické pojednání s praktickými radami určenými zpěvákům a skladatelům duchovních písní.
- Anvolimator, to jest O rotě milovné (1560, rkp.). Stručné historické pojednání, v němž Blahoslav odmítá rozšířené mínění o adamitských kořenech Jednoty a přidává mravokárné napomenutím těm, kteří nedokáží krotit tělesné žádosti. Spis obsahuje charakteristiku křesťanského pojetí vztahu mezi mužem a ženou.
- redakce Nekrologia, neboli Knihy úmrtí (zejména od roku 1560). Soupis kněžích a významnějších členů Jednoty. Záznamy obsahují jejich stručný životopis a mnohdy i (subjektivně podané) ocenění jejich činnosti. Jsou řazeny podle data úmrtí jednotlivých osob. Nekrologium je jedinečným zdrojem informací o hlavních životních událostech bratrských duchovních.
- redakce Šamotulského kancionálu (tisk 1561 pod názvem Piesně chval Božských). Jeden z nejznámějších bratrských kancionálů, byl vytištěn v Szamotołech u Poznaně na panství Lukáše z Górky.
- O novém kancionále (1561, rkp.). Soupis duchovních Písní, které jsou otištěny v bratrských kancionálech s poznamenáním jmen jejich autorů.
- O vyvolení Božím (1562, rkp.). Jedno z mála ryze teologických děl Jana Blahoslava. Je výkladem 20. kapitoly Matoušova evangelia.
- Pilné rozjímání, sluší-li Řeči Boží, Čtení svatá a epištoly opovrci a na ně více kázání nečiniti (1563–1565, rkp.). Zamyšlení nad kritérii výběru biblických textů, které se četly při nedělních a svátečních bohoslužbách. Blahoslav reagoval zejména na snahy Jana Augusty opustit tradiční církevní perikopy a zavést nový pořádek, sestavený podle článků Apoštolského vyznání.
- redakce Ivančického kancionálu (tisk 1564 pod názvem Písně duchovní evangelistské). Další revidované vydání bratrského kancionálu, tištěné tentokrát v moravských Ivančicích.
- Apologia pro editione cantionalis nova (1564, rkp.). Obrana bratrského kancionálu proti útokům utrakvisty bakaláře Martina Žateckého.

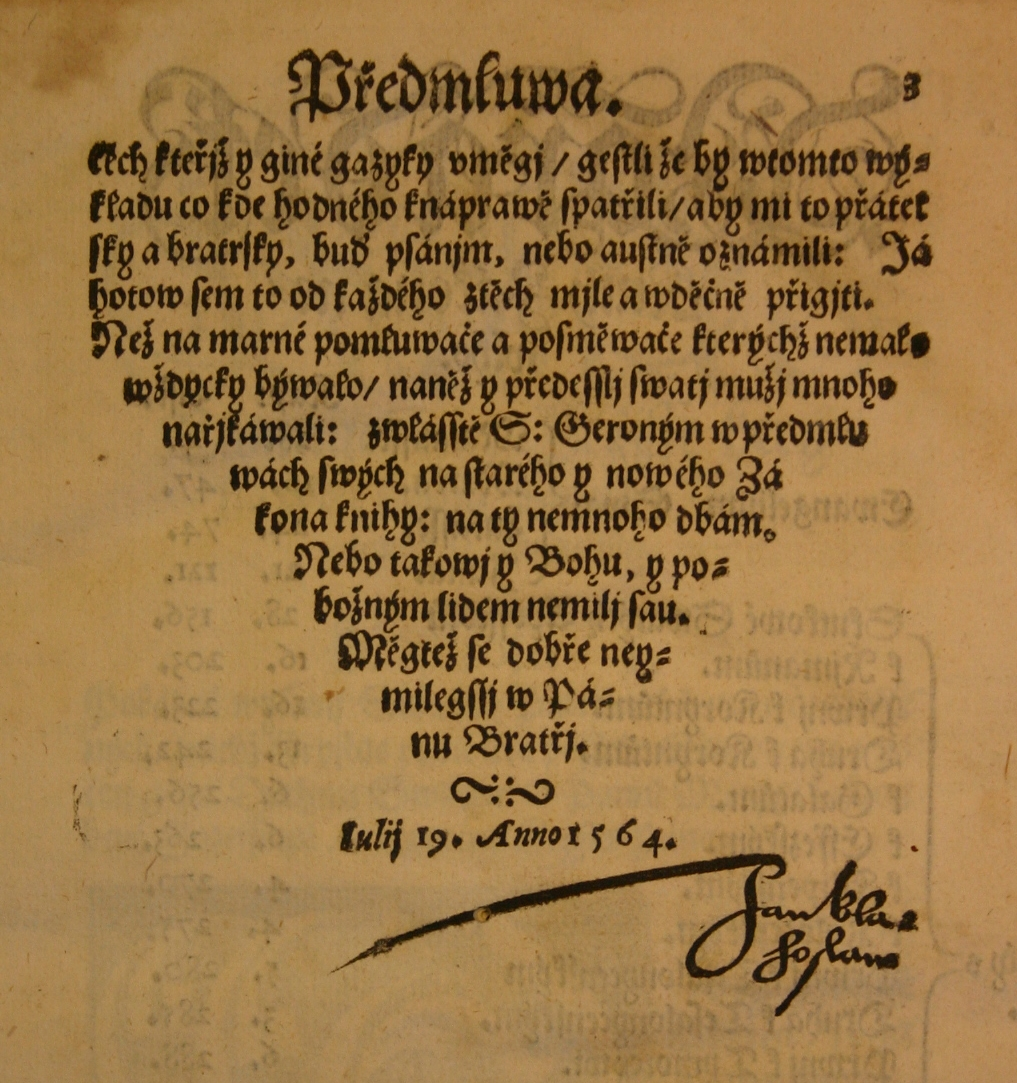
Dřevořezová faksimile podpisu Jana Blahoslava v závěru předmluvy v druhém vydání jeho překladu Nového zákona z roku 1568.

- Dřevořezová faksimile podpisu Jana Blahoslava v závěru předmluvy v druhém vydání jeho překladu Nového zákona z roku 1568.překlad Nového zákona (tisk 1564 pod názvem Nový zákon vnově do češtiny přeložený, resp. Nový zákon z jazyku řeckého do češtiny přeložený a 1568 pod názvem Nový zákon vnově z jazyku řeckého do češtiny přeložený, případně s dodatkem Secunda editio diligenter). Hlavní Blahoslavovo překladatelské dílo, pořízené z původního řeckého textu, s ohledem na starší české překlady a další dobové latinské překlady. Překlad byl později revidován a přejat do Bible kralické.
- Prokázání světlé toho, že církev svatá a její učitelé nevěřili a nevyznávali o člověčenství Krista Pána, že by bylo nestvořené a neučiněné (1564, rkp.). Teologizující výklad prvního verše Janova evangelia: Verbum caro factum est ..., který je zároveň dokladem Blahoslavových jazykových kompetencí i jeho rozhledu po dobové reformační teologické literatuře.
- Výklad na 13 kapitolu Zjevení svatého Jana (1566, rkp.). Přehled různých výkladů znamení šelmy, tj. pojednání o významu číslice 666, která označuje Antikrista.
- Zpráva upřímná a sprostná na tyto dvě otázky: 1. Proč se bratří od jiných jednot buď pod jednou nebo pod obojí dělí? 2. Proč lidi ku poslušenství zavazují? (1566, rkp.). Aneb úvaha nad tím, proč je dobré být členem Jednoty bratrské.
- Corollarium, známé spíše jako Filipika proti misomusům (1567, rkp.). Polemika s názory, odmítajícími uznat užitečnost výmluvnosti a literního umění, tedy schopnosti vládnout vzhledem k okolnostem přiměřeným způsobem jazykem, zejména při kázání Božího slova a při vyučování v církvi. Spis je tradičně chápán jako obrana proti nepřátelům vzdělanosti. Blahoslav jej zapsal jako svou soukromou úvahu do sbírky Acta Unitatis Fratrum (je dochován jako autograf) a tento spis ve své době tak neměl a ani nemohl mít přímý vliv na změnu postoje Jednoty k vyššímu vzdělání. Ten mu přisoudilo teprve moderní bádání.
- Vitia concionatorum, to jest Vady kazatelův (mezi lety 1570–1571, rkp.). Prakticko-teologický spis určený začínajícím kazatelům. Měl poukázat na možné nedostatky spojené s projevem na kazatelně a navrhnout způsob jejich nápravy.
- Evangelia, anebo Čtení svatá, kteráž slovou Pašije (1571, tisk). Liturgická pomůcka, obsahuje notované české texty, užívané při bohoslužbách během hlavních svátků církevního roku, mezi jinými i modlitbu Páně a Apoštolské vyznání.
- Gramatika česká (dokončeno 1571, rkp.). Rozsáhlý jazykovědný spis, který vznikal již během překladu Nového zákona do češtiny. První část je opisem a komentářem starší gramatiky Beneše Optáta a Václava Filomatesa, druhá část uvádí velké množství příkladů, jak správně překládat jednotlivá slova i celé slovní konstrukce v biblickém textu. Spis byl určen Blahoslavovým nástupcům v překladu Bible a zásady, které v něm ivančický biskup shrnul, výrazně ovlivnily jazykovou podobu Bible kralické. K závěru spisu Blahoslav připojil sbírku přísloví.
- Naučení mládencům k službě Kristu a církvi jeho se oddávajícím v Jednotě bratrské (tisk 1585). Blahoslav byl patrně pouze redaktorem staršího prakticko-teologického spisu, určeného bratrským mládencům – budoucím kněžím.

## Zajímavost
Jméno Jana Blahoslava bylo umístěno pod okny Národního muzea v Praze spolu s mnoha dalšími, viz 72 jmen na budově Národního muzea.

### Vydané dílo
- BEDNÁŘ, František (ed.). Jana Blahoslava Naučení mládencům. Praha 1947
- ČEJKA, Mirek – BOČKOVÁ, Hana (edd.). Jan Blahoslav: Čtyři menší spisy. O původu a příčinách Jednoty bratrské - Spis o zraku - Filipika proti misomusům - Vitia concionatorum. Brno 2103
- ČEJKA, Mirek – ŠLOSAR, Dušan – NECHUTOVÁ, Jana (edd.). Gramatika česká Jana Blahoslava. Brno 1991
- HALAMA, Ota (ed.). Jan Blahoslav o rozdíle mezi správci Jednoty a luterským kněžstvem. In: Teologická reflexe 9 (2003), č. 1, 70–86
- HOSTINSKÝ, Otakar (ed.). Jan Blahoslav a Jan Josquin. Příspěvek k dějinám české hudby a theorie umění XVI. věku. S novými otisky obou Muzik: Blahoslavovy (1569) a Josquinovy (1561). Praha 1896 (Rozpravy České akademie císaře Františka Josefa pro vědy, slovesnost a umění v Praze. Roč. 5, třída 1, č. 1)
- CHUDOBA, František (ed.). Jan Blahoslav. Spis o zraku. Jak člověk zrakem, to jest, viděním a hleděním, sobě nebo jiným škoditi může. Praha 1928
- KONOPÁSEK, Jaroslav (ed.). Blahoslavův Nový zákon z roku 1568. Praha 1931 (faksimile)
- KOUBA, Jan. Blahoslavův Rejstřík autorů českobratrských písní a jeho pozdější zpracování. Edice a komentář.  In: Miscellanea Musicologica. Sv. 17. Vyd. Mirko Očadlík. Praha 1962, 3–168
- MOLNÁR, Amedeo (ed.). Blahoslavův výklad na XIII. kapitolu Zjevení. In: Theologia evangelica 4 (1951), 218–234
- ODLOŽILÍK, Otakar (ed.). Jan Blahoslav. O původu Jednoty bratrské a řádu v ní. Praha 1928
- RYBA, Bohumil (ed.). Blahoslavův dopis Cratonovi z 11.VIII.1568. In: Časopis Matice moravské 52 (1928), 364–368
- RYŠÁNEK, František (ed.). Životopis J. Blahoslava. In: Listy filologické 51 (1924), 364–366
- SLAVÍK, František Augustin (ed.). B. Jana Blahoslava Vady kazatelův a Filipika proti nepřátelům vyššího vzdělání v Jednotě bratrské. Praha 1905
- SPILKA, Josef (ed.). Matěj Červenka, Jan Blahoslav. Česká přísloví. Praha 1970
- VÁŠA, Pavel (ed.). Jan Blahoslav. Pochodně zažžená. Výbor z díla. Praha 1949
- ZELINKA, Timoteus Čeněk (ed.). Cesty Českých bratří Matěje Červenky a Jana Blahoslava. Praha 1942

### Lexikony
- Dějiny české literatury. 1., Starší česká literatura / Redaktor svazku Josef Hrabák. 1. vyd. Praha: Československá akademie věd, 1959. 531 s. S. 363–379.
- FORST, Vladimír, a kol. Lexikon české literatury : osobnosti, díla, instituce. 1. A-G. Praha: Academia, 1985. 900 s. ISBN 80-200-0797-0.
- Kdo byl kdo v našich dějinách do roku 1918 / (Pavel Augusta … et al.). 4. vyd. Praha: Libri, 1999. 571 s. ISBN 80-85983-94-X. S. 39–40.
- VOŠAHLÍKOVÁ, Pavla, a kol. Biografický slovník českých zemí : 5. sešit : Bi–Bog. Praha: Libri, 2006. 478–585 s. ISBN 80-7277-309-7. S. 537–538.

### Sborníky
- BIMKA, Svatopluk – FLOSS, Pavel (red.). Jan Blahoslav, předchůdce J. A. Komenského. 1571–1971. Sborník studií k čtyřstému výročí úmrtí Jana Blahoslava. Uherský Brod [1974]
- MITÁČEK, Jiří (red.). Za Kralickou do Kralic, aneb 400. výročí Bible kralické. Brno 2013
- NOVOTNÝ, Václav – URBÁNEK, Rudolf (red.). Sborník Blahoslavův (1523–1923). K čtyřstému výročí jeho narozenin. Přerov 1923
- VOŽĎA, Gustav – HÝBL, František (red.). Jan Blahoslav Přerovský. 1571–1971. Přerov 1971

### K životu J. Blahoslava
- BOHATCOVÁ, Mirjam. Ästhetische Konzeptionen der Drucke der Böhmischen Brüder zur Zeit Jan Blahoslavs. In: Gutenberg-Jahrbuch 46 (1971), 189–199
- CVRČEK, Josef. Martin Abdon a Jan Blahoslav. In: Časopis Matice moravské 21 (1897), 271–275
- ČAPEK, Jan Blahoslav. Vývoj české literární renesance a Jan Blahoslav. In: Acta Universitatis Carolinae. Philologica (1972), č. 2–4. Slavica Pragensia. Sv. 14. Praha 1972, 167–181
- FIALOVÁ. Vlasta. Jan Blahoslav – zakladatel nejslavnější tiskárny Českých bratří. In: Z kralické tvrze 5 (1971), 29–35
- GINDELY, Anton. Životopis B. Jana Blahoslava. In: Časopis Musea Království českého 30 (1856), č. 1, 20–44; č. 2, 3–23
- GREGOR, Alois. Dva příspěvky k životopisu Jana Blahoslava. In: Sborník prací Filosofické fakulty Brněnské university. Řada D – literárněvědná 5 (1958), 136–139
- HAVELKA, Emanuel. Blahoslav předchůdcem Komenského. In: Pedagogické rozhledy 34 (1924), 57–67, 113–127, 169–179, 237–247, 337–351, 404–415, 449–459
- JANÁČEK, Josef. Jan Blahoslav. Studie s ukázkami z díla. Praha 1966
- JUST, Jiří. Jan Blahoslav (1523‒1571). In: Dietrich Meyer (Hg.). Lebensbilder aus der Brüdergemeine. Bd. 2. Herrnhut 2014, 54‒64
- ODLOŽILÍK, Otakar. Two Reformation Leaders of the Unitas Fratrum. In: Church History 9 (1940), 253–263
- ŠKARKA, Antonín. Jan Blahoslav. Literárněhistorický portrét, přípravná studie k Dějinám české literatury. In: Česká literatura 6 (1958), 150–176
- UHROVÁ, Olga. Kde byl pohřben Jan Blahoslav. In: Z kralické tvrze 5 (1971), 41–44
- URBÁNEK, Rudolf. Jednota bratrská a vyšší vzdělání až do doby Blahoslavovy. Brno 1923 (Spisy Filosofické fakulty Masarykovy university v Brně, č. 1)

### K dílu J. Blahoslava
- BLAŽKOVÁ[ŠTĚŘÍKOVÁ], Edita. Blahoslavova Akta Jednoty bratrské. In: Theologická příloha Křesťanské revue 31 (1964), 81–88, 97–105
- DAŇKOVÁ[BOHATCOVÁ], Mirjam. Práce hodná knihovníka. Oddělení starých tisků. Blahoslavův Nový zákon z r. 1564. In: Časopis Národního musea. Oddíl duchovědný 116 (1947), 82–89
- BOHATCOVÁ, Mirjam. K dochování Blahoslavových spisů. In: Z kralické tvrze 5 (1971), 2–3
- ČAPEK, Jan Blahoslav. K pojetí významu v Blahoslavově Gramatice české. In: Práce z dějin slavistiky 10 (1985), 67–75
- ČAPEK, Jan Blahoslav. Střídání kódů u Jana Blahoslava a Martina Luthera. Několik poznámek k tzv. kulturní diglosii. In: Listy filologické 121 (1998), 84–104
- DAŇHELKA, Jiří. Jan Blahoslav a konstituování spisovné češtiny. In: Studia Comeniana et historica 23 (1993), č. 50, 3–11
- GOLL, Jaroslav. Br. Jana Blahoslava spisy historické. In: Časopis Musea Království českého 51 (1877), 325–333
- GREGOR, Alois. Vznik, koncepce a osudy Blahoslavovy Grammatiky české. In: Vlastivědný věstník moravský 24 (1972), 54–58
- GROMBIŘÍK, Martin. Blahoslavova „Evangelia“. In: Teologická reflexe 8 (2002), č. 1, 41–49
- HELLER, Jan. Blahoslavův překlad Nového zákona. In: Listy filologické 127 (2004), 66–92
- HENDRICH, Josef. „Rytmy“ u Blahoslava a Komenského. In: Slovesná věda. Sborník pro literární historii, theorii literatury a literární kritiku 3 (1949–1950), 129–134
- HORÁLEK, Karel. Blahoslavův Nový zákon. In: Práce z dějin slavistiky 10 (1985), 101–106
- JASTREBOV, Nikolaj Vladimirovič. Br. Jana Blahoslava spis O původu Jednoty Bratrské a řádu v ní. In: Český časopis historický 8 (1902), 52–68
- JASTREBOV, Nikolaj Vladimirovič. O domnělé druhé redakci „Původu“ Blahoslavova. In: Český časopis historický 12 (1906), 61–69
- JUST, Jiří. Biblický humanismus Jana Blahoslava. In: Výklady a časy. Biblické a hermeneutické studie. Vyd. Jan Roskovec. Praha 2007 (Studie a texty Evangelické teologické fakulty, č. 10), 136–153
- JUST, Jiří. Blahoslav a patristika. Blahoslavův překlad Nového zákona jako ohlas rozhovoru s Augustinem a Jeronýmem. In: Studia Comeniana et historica 37 (2007), č. 77–78, 75–83
- KONOPÁSEK, Jaroslav. Řeckolatinská předloha Blahoslavova Nového zákona. Prolegomena textové kritiky kralického textu Nového Zákona. Praha 1932
- KOUBA, Jan. Vzájemný poměr Kancionálu Šamotulského a Evančického. In: Miscellanea Musicologica. Sv. 1. Vyd Mirko Očadlík. Praha 1956, 25–31
- KOUPIL, Ondřej. Grammatykáři. Gramatografická a kulturní reflexe češtiny 1533–1672. Praha 2007
- KRÁLÍK, Oldřich. Humanismus a počátky českého mluvnictví. In: Pocta Fr. Trávníčkovi a F. Wollmannovi. Vyd. Antonín Grund, Adolf Kellner a Josef Kurz. Brno 1948, 253–275
- KROFTA, Kamil. O bratrském dějepisectví. Praha 1946
- KYAS, Vladimír. Jazykové rozdíly Nového Zákona v překladě Blahoslavově a v Bibli Kralické z r. 1593. In: Slovo a slovesnost 9 (1943), 193–201
- KYAS, Vladimír. Přechodník minulý v Blahoslavově Novém zákoně. In: Studie ze slovanské jazykovědy. Sborník k 70. narozeninám akademika Františka Trávníčka. Vyd. Václav Machek. Praha 1958, 249–254
- LANDOVÁ, Tabita. Kritická reflexe kázání jako součást homiletiky. Blahoslavův spis „Vady kazatelů“ a jeho aktuálnost. Teologická reflexe 20 (2014/2), 158-173.
- LANDOVÁ, Tabita. Práce s Písmem při tvorbě kázání podle Blahoslavova spisu „Vady kazatelů“. In: Ota HALAMA (ed.). Amica – Sponsa - Mater: Bible v čase reformace. Praha: Kalich, 2014, s. 261-272.
- LANDOVÁ Tabita. O službě slova, víře a spasení: Reformní kazatelství Jana Augusty v kontextu homiletiky Jednoty bratrské. Praha: Karolinum, 2021, s. 146-150, 218-223.
- MICHÁLEK, Emanuel. K jazykovým prostředkům Blahoslavovy Filipiky. In: Strahovská knihovna 10 (1975), 21–35
- MOLNÁR, Amedeo. Blahoslavovy náběhy k teologii dějin. In: Křesťanská revue 38 (1971), 208–214
- PYTLÍKOVÁ, Markéta. Odraz evropské humanistické biblistiky v novozákonních překladech 16. století v Čechách a ve Slovinsku. In: Studia balcanica bohemo-slovaca 5 (2002), 176–182
- SETTARI, Olga. Českobratrská hudební produkce v díle Jana Blahoslava a Jana Amose Komenského. In: Z kralické tvrze 11 (1984), 32–37
- SETTARI, Olga. Jan Blahoslav jako hudební teoretik a hymnograf. In: Z kralické tvrze 5 (1971), 18–28
- SLAVÍK. František Augustin. K literární činnosti Br. Jana Blahoslava. In: Časopis Musea Království českého 49 (1875), 274–285, 373–387
- SOUČEK, Bohuslav. Česká apokalypsa v husitství. Z dějin textu Zjevení Janova – od Konstantina ke Komenskému. Praha 1967
- ŠKARKA, Antonín. Několik poznámek k staré české hymnologii. In: Listy filologické 60 (1933), 320–342
- ŠKARKA, Antonín. Neznámí skladatelé bratrských písní. In: Listy filologické 63 (1936), 289–298, 396–424
- ŠKARKA, Antonín. Kdo složil píseň „Kristus, Bůh i člověk pravý“? Několik metodologických poznámek k rozboru duchovních písní. In: Archiv pro bádání o životě a spisech J. A. Komenského. Sv. 15. Vyd. Josef Hendrich. Brno 1940, 66–84
- VINTR, Josef. Terminologický systém Gramatiky české Jana Blahoslava. In: Listy filologické 95 (1972), 150–162